# Förbiflygning

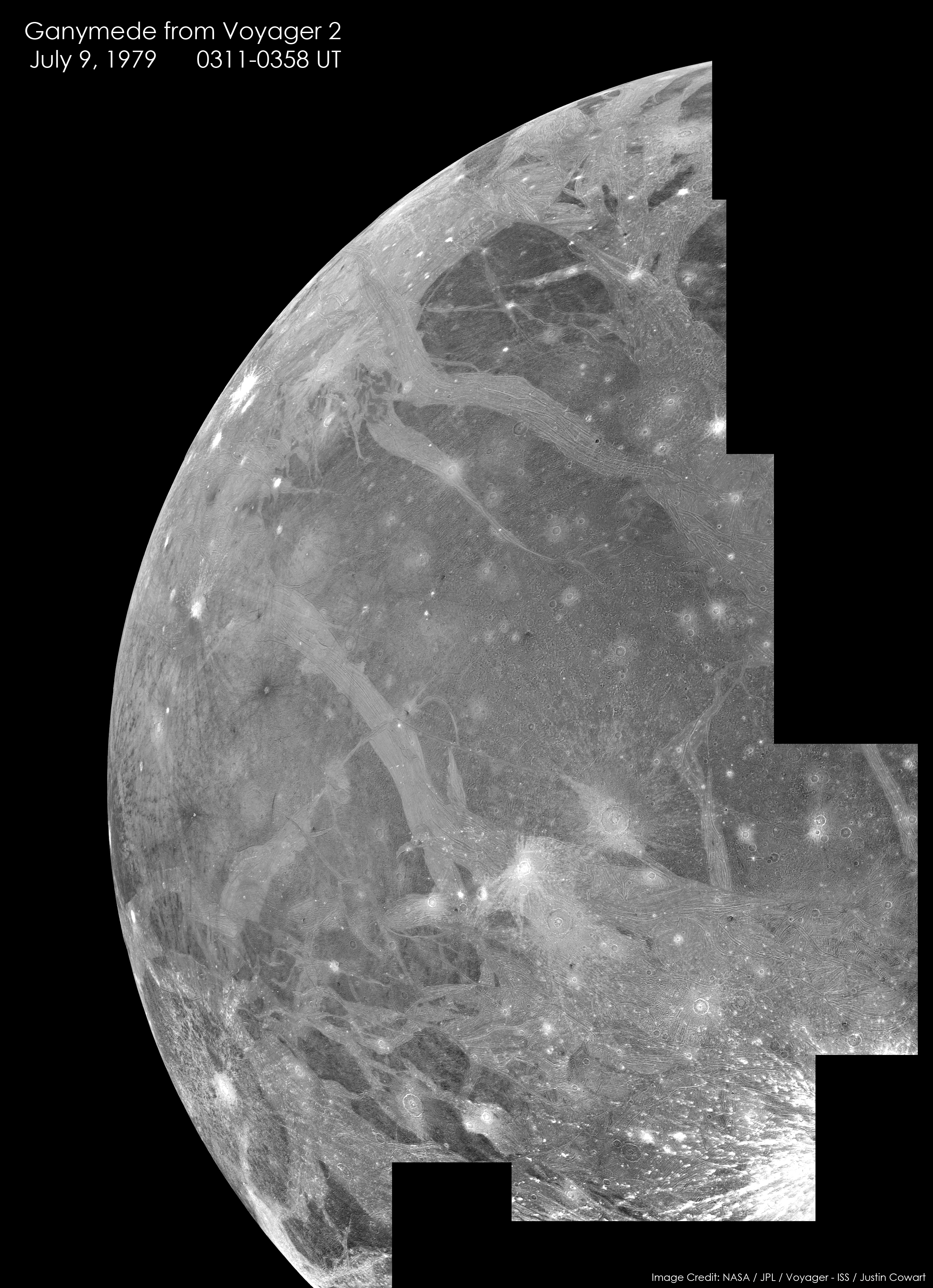
Insamlade bilder från farkosten Voyager 2 av Ganymedes under dess förbiflygning i Joviansystemet.

Förbiflygning, eller flyby, avser en manöver inom rymdfart där en rymdfarkost passerar nära en himlakropp, oftast inom ramen för farkostens uppdrag eller som en gravitationsslunga. Termen förbiflygning används också när en asteroid passerar jorden.
Viktiga parametrar för en förbiflygning är tid och distans till himlakroppen.